# Émile Roubaud
Pour les articles homonymes, voir Roubaud.
Émile Roubaud, né le 2 mars 1882 à Paris et mort le 30 septembre 1962 dans la même ville, est un biologiste et entomologiste français connu pour ses travaux sur les parasitoses et notamment le paludisme, la fièvre jaune et la maladie du sommeil.

## Aperçu biographique
Sa famille est originaire de Lorraine, très ouverte sur les sciences. Sous l'influence de son oncle, Emile Roubaud s'oriente vers les sciences naturelles pour être licencié en 1901.
Il est d'abord élève-préparateur au Muséum National d'Histoire Naturelle (laboratoire de Bouvier) et se distingue par ses travaux sur les Simulies. Cela lui vaut d'entrer en 1903 dans le laboratoire de Mesnil à l'Institut Pasteur. Il est agrégé de sciences naturelles en 1904. Il fera toute sa carrière à l'Institut Pasteur, dont il devient un chef de service.
En 1906, il quitte Paris pour Brazzaville, chargé de mission sur la maladie du sommeil. En 1909, il publie sa thèse de Doctorat ès-Sciences Naturelles sur cette maladie. De 1909 à 1912, il parcourt l'Afrique Occidentale Française, étudiant la répartition et le rôle pathogène de 9 espèces de glossine, plus connue sous le nom de mouche tsé-tsé.
Revenu à Paris, il se consacre aux travaux en laboratoire, et forme de nombreux chercheurs émérites, entomologistes ou protistologues, créant une véritable école scientifique.
Discret et modeste, il aimait travailler en solitaire. Il alliait l'indépendance, la sûreté de jugement, le sens de l'observation et la dextérité manuelle dans ses manipulations d'insectes.
Il meurt en 1962. Il avait deux filles, Gabrielle, violoncelliste, épouse du cancérologue André Baron, et Geneviève Word (1920-2013), née Roubaud, première danseuse du Ballet de l'Opéra de Paris, ainsi qu'une fille (prénommée Louise) de sa conjointe Suzanne, fille d'Adrien Veillon collaborateur de Pasteur.

## Travaux
Outre ses travaux  sur les trypanosomes et leur transmission par les glossines, Émile Roubaud s'est consacré au paludisme et aux anophèles, à la fièvre jaune et à la biologie d' Ædes ægypti, développant des moyens de lutte contre les vecteurs.
Il est l'auteur de nombreux travaux sur la biologie générale des insectes parasites, portant sur la diapause et l'anhydrobiose, comme sur la biologie d'espèces particulières (pyrale du maïs, Culex pipiens, etc.).

## Publications principales
- La Glossina palpalis, sa biologie, son rôle dans l'étiologie des Trypanosomiases, 1909 (thèse de doctorat).
- La maladie du sommeil au Congo français, 1909 (en collaboration avec G. Martin et A. Lebœuf).
- Prophylaxie de la fièvre jaune, Journal officiel de l’Afrique Occidentale Française, 1912.
- Études sur la faune parasitique de l’Afrique occidentale française, 1914.
- Les insectes et la dégénérescence des arachides au Sénégal, Annuaire et Mémoires du Comité d’Études historiques et scientifiques de l’Afrique occidentale française, 1916
- Les mouches tsé-tsé en Afrique occidentale française. Nos connaissances actuelles sur leur histoire et leur rôle pathogène, Bulletin du Comité d’Études historiques et scientifiques de l’Afrique occidentale française, 1920
- Les principes directeurs de la prophylaxie pratique du paludisme,  Bulletin de la Société de pathologie exotique, 1925
- Essai synthétique sur la vie du moustique commun Culex pipiens. L’évolution humaine et les adaptations biologiques du moustique, Annales des sciences naturelles, 1933

## Titres et distinctions
Il est membre de l'Académie des sciences d'outre-mer, de l'Académie d'agriculture et de l'Académie des sciences (élu en 1938).
Président d'Honneur de la Société de Pathologie Exotique.
Chevalier de l'Ordre National (1913) ; Commandeur de la Légion d'Honneur.
Titulaire de nombreuses décorations étrangères.
Ses travaux ont notamment été couronnés du prix Montyon et du prix Petit d'Ormoy.